# The Lightning Seeds
The Lightning Seeds er en Alternativ Pop/Rock-gruppe fra Liverpool, Storbritannien.

## Diskografi
- Cloudcuckooland (1990)
- Sense (1992)
- Jollification (1994)
- Dizzy heights (1996)
- Like you do(best of the lightning seeds) (1997)
- Tilt (1999)